# Lewistown (Illinois)
Lewistown ist eine Kleinstadt und Verwaltungssitz des Fulton County in der Mitte des US-amerikanischen Bundesstaates Illinois. Das U.S. Census Bureau hat bei der Volkszählung 2020 eine Einwohnerzahl von 2.041 ermittelt.
Die Stadt und ihre Umgebung inspirierte Edgar Lee Masters, der in Lewistown aufwuchs, zu seinem Werk Spoon River Anthology.
Rund 8 km südöstlich der Stadt befindet sich im Dickson Mounds State Park eine historische indianische Begräbnisstätte.

## Geografie
Lewistown liegt auf 40°23'47" nördlicher Breite und 90°09'17" westlicher Länge. Die Stadt erstreckt sich über 4,7 km², die ausschließlich aus Landfläche bestehen.
12 km östlich der Stadt fließt der Illinois River. Dieser bildet dort in den Flussauen ein Feuchtgebiet, das als Chautauqua Wildlife Refuge unter Schutz steht.
Durch Lewistown führt der U.S. Highway 24, der im Zentrum der Stadt die Illinois State Routes 97 und 100 kreuzt.
In nordost-südwestlicher Richtung führt auch eine Bahnlinie durch Lewistown.
Die nächstgelegenen Städte sind Peoria (64,8 km nordöstlich), Illinois’ Hauptstadt Springfield (96,7 km südöstlich), Burlington in Iowa (126 km nordwestlich) und Macomb (56,4 km westlich).

## Demografische Daten
Bei der Volkszählung im Jahre 2000 wurde eine Einwohnerzahl von 2522 ermittelt. Diese verteilten sich auf 1092 Haushalte in 661 Familien. Die Bevölkerungsdichte lag bei 535,4/km². Es gab 1183 Wohngebäude, was einer Bebauungsdichte von 251,1/km² entsprach.
Die Bevölkerung bestand im Jahre 2000 aus 98,9 % Weißen, 0,1 % Afroamerikanern, 0,2 % Indianern und 0,3 % anderen. 0,5 % gaben an, von mindestens zwei dieser Gruppen abzustammen. 1,1 % der Bevölkerung bestand aus Hispanics, die verschiedenen der genannten Gruppen angehörten.
21,6 % waren unter 18 Jahren, 7,3 % zwischen 18 und 24, 26,2 % von 25 bis 44, 20,9 % von 45 bis 64 und 24,1 % 65 und älter. Das mittlere Alter lag bei 41 Jahren. Auf 100 Frauen kamen statistisch 88,5 Männer, bei den über 18-jährigen 83,9.
Das mittlere Einkommen pro Haushalt betrug $ 33.943, das mittlere Familieneinkommen $ 40.431. Das mittlere Einkommen der Männer lag bei $ 31.979 das der Frauen bei $ 19.569. Das Pro-Kopf-Einkommen belief sich auf $ 15.620. 4,8 % der Familien und 7,1 % der Gesamtbevölkerung lagen mit ihrem Einkommen unter der Armutsgrenze.